# احتجاز الأطفال اللاجئين في تايلاند
يُعد احتجاز الأطفال اللاجئين وطالبي اللجوء في تايلاند انتهاكًا لحقوق الطفل بموجب القانون الدولي. يُحتجز المهاجرون غير الشرعيون من الأطفال لفترات طويلة وغير محددة بلا دعم قانوني مناسب. تُعد تايلاند معبرًا رئيسيًا ومضيفًا ومقصدًا نهائيًا للاجئين الذين يطلبون اللجوء في جنوب شرق آسيا وأستراليا. أُبلغ عن العديد من قضايا حقوق الإنسان، خلال جلسة المراجعة الدورية الشاملة في مايو 2016، من بينها احتجاز الأطفال اللاجئين وطالبي اللجوء. لا توجد بدائل فعالة لاحتجاز المهاجرين في الوقت الحالي، إذ تخضع جميع قطاعات السكان ومن ضمنها الأطفال للاحتجاز.

## الأطفال في مراكز الاحتجاز
قد يواجه الأطفال اللاجئون عديمو الجنسية والأطفال طالبو اللجوء الذين رُفض طلب لجوئهم فترات احتجاز غير محددة حيث الأمل ضئيل في إطلاق سراحهم أو إعادتهم إلى وطنهم.

### ظروف الاحتجاز
يُقال على نطاق واسع أن ظروف مراكز احتجاز المهاجرين في تايلاند دون المستوى المطلوب. يعيش العديد منهم في ظروف صحية سيئة في ظل مرافق قديمة، دون الحصول على الرعاية الصحية الكافية والدعم القانوني. يُحتجز الأطفال في زنزانات مكتظة، ويفصلونهم في كثير من الأحيان عن أفراد أسرهم، دون الحصول على التعليم والتغذية والخصوصية. أظهر تقرير للبي بي سي عام 2016 أن الأطفال يعانون من القيء والإسهال بسبب المياه غير النظيفة. لا تتوفر الخدمات الأساسية كالتعليم والأنشطة الترفيهية والفحص الطبي والغذاء الكافي إلا في ملاجئ وزارة التنمية الاجتماعية والأمن الإنساني، إلا أن العديد منهم يختارون عدم الانفصال عن أطفالهم بإرسالهم إلى الملاجئ ويوافقون على إبقائهم معهم في مراكز الاحتجاز. يُحتجز الأطفال في كثير من الأحيان من دون مراعاة الحماية التي يستلزمها وضعهم كقاصرين، ويُفصلون في كثير من الأحيان عن والديهم ويُحتجزون مع بالغين لا تربطهم بهم صلة قرابة، ما يزيد من خطر تعرضهم للانتهاكات والإيذاء من بينها الاعتداء الجنسي. تظل المبادرات الحالية التي تهدف إلى إخراج الأطفال من مراكز احتجاز المهاجرين محدودة وغالبًا ما تكون تقديرية.
أنكرت وزارة الخارجية أن يكون احتجاز الأطفال المهاجرين نتيجة لسياسات الحكومة، بل لتفضيل الآباء المهاجرين أنفسهم للحفاظ على وحدة الأسرة وبسبب الصعوبات اللوجستية. زعمت الحكومة التايلاندية أيضًا أنها خصصت أكثر من 14.58 مليون دولار أمريكي لتطوير مراكز الاحتجاز لتحسين الظروف المعيشية وأن لديها أمر من مكتب الهجرة التايلاندي يضمن حقوق الفرد في النظافة والغذاء والصحة واحترام المعتقد الديني.

### التأثير
أمضى العديد من الأطفال المحتجزين في مراكز احتجاز فترات طويلة، وقضى بعضهم حياتهم كلها تقريبًا في الاحتجاز. يمكن للأطفال الذين لا يحصلون على الضروريات الأساسية لنموهم النفسي والبدني أن يعانوا من آثار خطيرة للسجن.

#### الصحة النفسية والجسدية
قد يسبب الاحتجاز المطول لفترة غير محددة مشاكل نفسية للمحتجزين، وهذه المشكلة تحديدًا خطيرة بالنسبة للأطفال. أشار تقرير مشترك قًدم للتقرير الدوري الثاني لتايلاند في الدورة 119 للجنة الأمم المتحدة لحقوق الإنسان، إلى أن العديد من الأطفال المحتجزين يعانون من التوتر والاكتئاب والخوف والعزلة. ذكرت صحيفة الغارديان في عام 2017، أن هذه البيئة يمكن أن تؤدي إلى تأخر في النمو وقد تؤدي إلى إيذاء بعض الأطفال أنفسهم. عُدت الصحة العقلية الشاغل الرئيسي للمحتجزين، وقلت فرص الإحالة للعلاج.

#### عدم القدرة على الوصول إلى التعليم
يتمتع جميع الأطفال، بموجب قانون التعليم الوطني التايلاندي لعام 1999، بالحق في التعليم الابتدائي بغض النظر عن جنسيتهم أو وضعهم القانوني. لا يستطيع الأطفال المحتجزون في مراكز احتجاز المهاجرين، مع ذلك، الوصول فعليًا إلى المدارس لتلقي مثل هذه الخدمات.
سمح مكتب الهجرة التايلاندي للمنظمة الدولية للهجرة، وفقًا لتقرير هيومن رايتس ووتش لعام 2012، بتشغيل مركز رعاية نهارية للأطفال دون سن 14 عامًا داخل مركز احتجاز سوان بلو، ومع ذلك، فقد أفادت التقارير أن برنامج الرعاية النهارية لا يقدم التعليم المناسب لأعمارهم وعليه عانى الكثيرون من مشاكل كالأرق والكوابيس والتبول اللاإرادي وتطور العزلة واضطراب التعلق وأعمال العنف.